# Aglaeactis castelnaudii
Aglaeactis castelnaudii là một loài chim trong họ Trochilidae.